# Signore e padrone
Signore e padrone (Amo y señor) è una telenovela argentina, diretta da Juan David Elicetche, su soggetto di Carlos Lozano Dana e sceneggiatura di Daniel Delbene, trasmessa in Argentina nel 1984. 
In Italia è stata riproposta numerose volte da varie televisioni private e con diversi titoli (Vittoria d'amore o, semplicemente, Vittoria) e due doppiaggi differenti, il secondo dei quali prodotto da Retequattro ha visto Rossella Izzo e Luca Ward prestare la voce a Luisa Kuliok e Arnaldo Andrè. In questa occasione alcuni nomi vennero italianizzati, in particolare il protagonista maschile da "Alonso Miranda" divenne "Luca Mirana".
La sigla originale è Una Rosa interpretata da Juan Marcelo, che nella storia interpreta il ruolo del cantante Adriano. Una delle sigle italiane è Amare chi se manchi tu di Barry Manilow.

## Trama
La storia è ambientata a Puerto Caliente, una località tra Argentina e Paraguay, dove il ricco e affascinante Alonso Miranda sta facendo affari alle spalle delle aristocratiche famiglie di proprietari terrieri. 
Una di queste famiglie è quella di Lisandro ed Elena Escalante, che hanno due figlie, Vittoria e Silvina. Vittoria, segretamente innamorata del malato cugino Sebastian, accetta di sposare il fidanzato Miguel Anzoateguy Reynal, pur non amandolo, per salvare la proprietà del “Jaghèl”, la tenuta di famiglia. Il suo sacrificio è inutile, in quanto il giorno delle nozze Miguel e Lisandro muoiono a causa di un'alluvione.
Alonso Miranda corteggia assiduamente Vittoria, che gli resiste, sentendo di appartenere ad una più elevata classe sociale. In realtà Vittoria e Silvina sono all'oscuro di essere due figlie adottive.
Tina, la vera madre di Vittoria, sta cercando sua figlia attraverso il losco faccendiere Mauro Bandieri, che più che mediare con Elena Escalante, la seduce e la sposa, diventando il padrigno di Vittoria e Silvina.
Mauro induce Elena a vendere il "Jaghèl" e ad acquistarlo, per un milione di dollari in contanti, è proprio Alonso Miranda. Mauro fugge con il ricavato ed Elena impazzisce violentemente, tanto da essere ricoverata in una casa di cura. Vittoria viene a sapere che Tina è sua madre ma la rifiuta in quanto è proprietaria dell'Eldonaro, un equivoco locale Miranda frequentato dalla gran parte dei personaggi maschili della storia.
Vittoria, continuamente tormentata da Nora Anzoateguy Reynal, sorella di Miguel e "storica" amante di Alonso, accetta di sposare Alonso per riottenere il "Jaghèl". In realtà sta innamorandosi di lui.
Nuovi guai per la coppia viene da Gaston Moro, un usuraio che fa concorrenza ad Alonso con metodi molto violenti.
Alonso e Vittoria si sposano e vanno a vivere nella tenuta "La Soledad", dove vivono una quotidianità spettrale tra domestici infidi come la bellissima Zully Pereda e l'orrendo fattore Ulisse Barragan. 
A mantenere una certa levità sono le gag comiche legate ai domestici fedeli, Felix e Paca, al centro di numerose ed esilaranti scenette assieme a Paolino e a Tina.
Vittoria rimane incinta ma perde il bambino a causa di Gaston Moro, che muore cadendo in una cascata, inseguito da Alonso Miranda. Alonso si separa dalla amata moglie, convinto che lo abbia sposato per riavere la proprietà di famiglia, il "Jaghèl". 
Nel finale, dopo numerose morti, Alonso e Vittoria si riconciliano in un clima teso, molto lontano dal classico "happy end".